# 阿默斯特山
86°32′S 153°6′W / 86.533°S 153.100°W
阿默斯特山（英語：Mount Amherst）是南極洲的山峰，位於阿蒙森海岸，處於霍爾茲沃思冰川和斯科特冰川之間，海拔高度2,400米，美國地質調查局根據測量和美國海軍拍攝的空中照片繪入地圖，現時由南極條約體系管理。